# Avapessa
Avapessa (in corso Avapessa) è un comune francese di 77 abitanti situato nel dipartimento dell'Alta Corsica nella regione della Corsica.

## Società

### Evoluzione demografica
Abitanti censiti